# Kvalifikace na Mistrovství světa ve fotbale 1998 (CONCACAF)
Kvalifikace na Mistrovství světa ve fotbale 1998 zóny CONCACAF určila 3 přímo postupující na Mistrovství světa ve fotbale 1998.
V zóně CONCACAF bylo hned několik kvalifikačních fází. Nejlepší šestice týmů v žebříčku FIFA ( Mexiko,  USA,  Kostarika,  Honduras,  Salvador a  Kanada) byla přímo nasazena do semifinálové fáze. Zbylých 24 týmů bylo rozděleno do dvou zón. V té Karibské se 20 reprezentací (po předkole zredukováno na 16) utkalo vyřazovacím systémem doma a venku o čtyři místenky v semifinálové fázi. Ve středoamerické zóně byly 4 celky rozlosovány do dvojic, kde se utkaly systémem doma a venku o dvě místenky v semifinálové fázi. V ní bylo dvanáct týmů rozlosováno do tří skupin po čtyřech. První dva týmy z každé skupiny postoupily do finálové fáze, ve které byla jedna skupina čítající 6 týmů. První tři z této skupiny postoupili na mistrovství světa.

## První fáze - Karibik

### Předkolo

#### Skupina A
| Datum                          | Domácí                 | Výsledek | Hosté                  |
| ------------------------------ | ---------------------- | -------- | ---------------------- |
| 24. března 1996, Santo Domingo | Dominikánská republika | 3 – 2    | Aruba                  |
| 31. března 1996, Oranjestad    | Aruba                  | 1 – 3    | Dominikánská republika |

Dominikánská republika postoupila do prvního kola díky celkovému vítězství 6-3.

#### Skupina B
| Datum                       | Domácí  | Výsledek | Hosté   |
| --------------------------- | ------- | -------- | ------- |
| 29. března 1996, Georgetown | Guyana  | 1 – 2    | Grenada |
| 7. dubna 1996, St. George’s | Grenada | 6 – 0    | Guyana  |

Grenada postoupila do prvního kola díky celkovému vítězství 8-1.

#### Skupina C
- Bahamy se odhlásily, takže  Svatý Kryštof a Nevis postoupil do prvního kola bez boje.

#### Skupina D
| Datum                         | Domácí            | Výsledek | Hosté             |
| ----------------------------- | ----------------- | -------- | ----------------- |
| 10. března 1996, Roseau       | Dominika          | 3 – 3    | Antigua a Barbuda |
| 31. března 1996, Saint John’s | Antigua a Barbuda | 1 – 3    | Dominika          |

Dominika postoupila do prvního kola díky celkovému vítězství 6-4.

### První kolo

#### Skupina 1
| Datum                       | Domácí  | Výsledek | Hosté   |
| --------------------------- | ------- | -------- | ------- |
| 31. března 1996, Paramaribo | Surinam | 0 – 1    | Jamajka |
| 21. dubna 1996, Kingston    | Jamajka | 1 – 0    | Surinam |

Jamajka postoupila do druhého kola díky celkovému vítězství 2-0.

#### Skupina 2
| Datum                         | Domácí                 | Výsledek | Hosté                  |
| ----------------------------- | ---------------------- | -------- | ---------------------- |
| 4. května 1996, Santo Domingo | Dominikánská republika | 2 – 1    | Nizozemské Antily      |
| 11. května 1996, Willemstad   | Nizozemské Antily      | 0 – 0    | Dominikánská republika |

Dominikánská republika postoupila do druhého kola díky celkovému vítězství 2-1.

#### Skupina 3
| Datum                      | Domácí                    | Výsledek | Hosté                     |
| -------------------------- | ------------------------- | -------- | ------------------------- |
| 4. května 1996, Bayamón    | Portoriko                 | 1 – 2    | Svatý Vincenc a Grenadiny |
| 12. května 1996, Kingstown | Svatý Vincenc a Grenadiny | 7 – 0    | Portoriko                 |

Svatý Vincenc a Grenadiny postoupil do druhého kola díky celkovému vítězství 9-1.

#### Skupina 4
| Datum                       | Domácí            | Výsledek | Hosté             |
| --------------------------- | ----------------- | -------- | ----------------- |
| 12. května 1996, Georgetown | Kajmanské ostrovy | 0 – 1    | Kuba              |
| 14. května 1996, Georgetown | Kuba              | 5 – 0    | Kajmanské ostrovy |

Oba zápasy byly hrány na Kajmanských ostrovech.
Kuba postoupila do druhého kola díky celkovému vítězství 6-0.

#### Skupina 5
| Datum                      | Domácí                | Výsledek | Hosté                 |
| -------------------------- | --------------------- | -------- | --------------------- |
| 5. května 1996, Basseterre | Svatý Kryštof a Nevis | 5 – 1    | Svatá Lucie           |
| 19. května 1996, Castries  | Svatá Lucie           | 0 – 1    | Svatý Kryštof a Nevis |

Svatý Kryštof a Nevis postoupil do druhého kola díky celkovému vítězství 6-1.

#### Skupina 6
| Datum                           | Domácí  | Výsledek | Hosté   |
| ------------------------------- | ------- | -------- | ------- |
| 12. května 1996, Port au Prince | Haiti   | 6 – 1    | Grenada |
| 18. května 1996, St. George’s   | Grenada | 0 – 1    | Haiti   |

Haiti postoupilo do druhého kola díky celkovému vítězství 7-1.

#### Skupina 7
| Datum                       | Domácí   | Výsledek | Hosté    |
| --------------------------- | -------- | -------- | -------- |
| 14. května 1996, Roseau     | Dominika | 0 – 1    | Barbados |
| 19. května 1996, Bridgetown | Barbados | 1 – 0    | Dominika |

Barbados postoupil do druhého kola díky celkovému vítězství 2-0.

#### Skupina 8
- Bermudy se odhlásily, takže  Trinidad a Tobago postoupil do druhého kola bez boje.

### Druhé kolo

#### Skupina A
| Datum                           | Domácí | Výsledek | Hosté |
| ------------------------------- | ------ | -------- | ----- |
| 23. června 1996, Port of Spain  | Kuba   | 6 – 1    | Haiti |
| 30. června 1996, Port au Prince | Haiti  | 1 – 1    | Kuba  |

Kuba postoupila do semifinálové fáze díky celkovému vítězství 7-2.

#### Skupina B
| Datum                          | Domácí                 | Výsledek | Hosté                  |
| ------------------------------ | ---------------------- | -------- | ---------------------- |
| 15. června 1996, Santo Domingo | Dominikánská republika | 1 – 4    | Trinidad a Tobago      |
| 23. června 1996, Port of Spain | Trinidad a Tobago      | 8 – 0    | Dominikánská republika |

Trinidad a Tobago postoupil do semifinálové fáze díky celkovému vítězství 12-1.

#### Skupina C
| Datum                       | Domácí   | Výsledek | Hosté    |
| --------------------------- | -------- | -------- | -------- |
| 23. června 1996, Bridgetown | Barbados | 0 – 1    | Jamajka  |
| 30. června 1996, Kingston   | Jamajka  | 2 – 0    | Barbados |

Jamajka postoupila do semifinálové fáze díky celkovému vítězství 3-0.

#### Skupina D
| Datum                       | Domácí                    | Výsledek | Hosté                     |
| --------------------------- | ------------------------- | -------- | ------------------------- |
| 23. června 1996, Basseterre | Svatý Kryštof a Nevis     | 2 – 2    | Svatý Vincenc a Grenadiny |
| 30. června 1996, Kingstown  | Svatý Vincenc a Grenadiny | 0 – 0    | Svatý Kryštof a Nevis     |

Celkové skóre dvojzápasu bylo 2-2, Svatý Vincenc a Grenadiny postoupil do semifinálové fáze díky více vstřeleným brankám na hřišti soupeře.

## První fáze - Střední Amerika

### Skupina E
| Datum                           | Domácí    | Výsledek | Hosté     |
| ------------------------------- | --------- | -------- | --------- |
| 5. května 1996, Diriamba        | Nikaragua | 0 – 1    | Guatemala |
| 10. května 1996, Guatemala City | Guatemala | 2 – 1    | Nikaragua |

Guatemala postoupila do semifinálové fáze díky celkovému vítězství 3-1.

### Skupina F
| Datum                       | Domácí | Výsledek | Hosté  |
| --------------------------- | ------ | -------- | ------ |
| 2. června 1996, Belize City | Belize | 1 – 2    | Panama |
| 9. června 1996, Panama City | Panama | 4 – 1    | Belize |

Panama postoupila do semifinálové fáze díky celkovému vítězství 6-2.

## Semifinálová fáze

### Skupina 1
| Poř | Tým               | Z | V | R | P | VG | IG | +/- | B  |
| --- | ----------------- | - | - | - | - | -- | -- | --- | -- |
| 1   | USA               | 6 | 4 | 1 | 1 | 10 | 5  | 5   | 13 |
| 2   | Kostarika         | 6 | 4 | 0 | 2 | 9  | 5  | 4   | 12 |
| 3   | Guatemala         | 6 | 2 | 2 | 2 | 6  | 9  | -3  | 8  |
| 4   | Trinidad a Tobago | 6 | 0 | 1 | 5 | 3  | 9  | -6  | 1  |

| Datum                             | Domácí            | Výsledek | Hosté             |
| --------------------------------- | ----------------- | -------- | ----------------- |
| 1. září 1996, Port of Spain       | Trinidad a Tobago | 0 – 1    | Kostarika         |
| 6. října 1996, Port of Spain      | Trinidad a Tobago | 1 – 1    | Guatemala         |
| 3. listopadu 1996, Washington     | USA               | 2 – 0    | Guatemala         |
| 10. listopadu 1996, Richmond      | USA               | 2 – 0    | Trinidad a Tobago |
| 17. listopadu 1996, San José      | Kostarika         | 3 – 0    | Guatemala         |
| 24. listopadu 1996, Port of Spain | Trinidad a Tobago | 0 – 1    | USA               |
| 24. listopadu 1996, Los Angeles   | Guatemala         | 1 – 0    | Kostarika         |
| 1. prosince 1996, San José        | Kostarika         | 2 – 1    | USA               |
| 8. prosince 1996, Los Angeles     | Guatemala         | 2 – 1    | Trinidad a Tobago |
| 14. prosince 1996, Palo Alto      | USA               | 2 – 1    | Kostarika         |
| 21. prosince 1996, San José       | Kostarika         | 2 – 1    | Trinidad a Tobago |
| 21. prosince 1996, San Salvador   | Guatemala         | 2 – 2    | USA               |

Týmy USA a Kostarika postoupily do finálové fáze.
Guatemala hrála své domácí zápasy na neutrální půdě.

### Skupina 2
| Poř | Tým      | Z | V | R | P | VG | IG | +/- | B  |
| --- | -------- | - | - | - | - | -- | -- | --- | -- |
| 1   | Kanada   | 6 | 5 | 1 | 0 | 10 | 1  | 9   | 16 |
| 2   | Salvador | 6 | 3 | 1 | 2 | 12 | 6  | 6   | 10 |
| 3   | Panama   | 6 | 1 | 2 | 3 | 8  | 11 | -3  | 5  |
| 4   | Kuba     | 6 | 1 | 0 | 5 | 4  | 16 | -12 | 3  |

| Datum                            | Domácí   | Výsledek | Hosté    |
| -------------------------------- | -------- | -------- | -------- |
| 30. srpna 1996, Edmonton         | Kanada   | 3 – 1    | Panama   |
| 8. září 1996, San Salvador       | Kuba     | 0 – 5    | Salvador |
| 22. září 1996, Panama City       | Kuba     | 3 – 1    | Panama   |
| 6. října 1996, Panama City       | Panama   | 1 – 1    | Salvador |
| 10. října 1996, Edmonton         | Kanada   | 2 – 0    | Kuba     |
| 13. října 1996, Edmonton         | Kuba     | 0 – 2    | Kanada   |
| 27. října 1996, Panama City      | Panama   | 0 – 0    | Kanada   |
| 3. listopadu 1996, Vancouver     | Kanada   | 1 – 0    | Salvador |
| 10. listopadu 1996, San Salvador | Salvador | 3 – 2    | Panama   |
| 1. prosince 1996, San Salvador   | Salvador | 3 – 0    | Kuba     |
| 15. prosince 1996, Panama City   | Panama   | 3 – 1    | Kuba     |
| 15. prosince 1996, San Salvador  | Salvador | 0 – 2    | Kanada   |

Kuba hrála své „domácí“ zápasy na neutrální půdě.
Týmy Kanada a Salvador postoupily do finálové fáze.

### Skupina 3
| Poř | Tým                       | Z | V | R | P | VG | IG | +/- | B  |
| --- | ------------------------- | - | - | - | - | -- | -- | --- | -- |
| 1   | Jamajka                   | 6 | 4 | 1 | 1 | 12 | 3  | 9   | 13 |
| 2   | Mexiko                    | 6 | 4 | 0 | 2 | 14 | 6  | 8   | 12 |
| 3   | Honduras                  | 6 | 3 | 1 | 2 | 18 | 11 | 7   | 10 |
| 4   | Svatý Vincenc a Grenadiny | 6 | 0 | 0 | 6 | 6  | 30 | -24 | 0  |

| Datum                              | Domácí                    | Výsledek | Hosté                     |
| ---------------------------------- | ------------------------- | -------- | ------------------------- |
| 15. září 1996, Kingston            | Jamajka                   | 3 – 0    | Honduras                  |
| 15. září 1996, Kingstown           | Svatý Vincenc a Grenadiny | 0 – 3    | Mexiko                    |
| 21. září 1996, San Pedro Sula      | Honduras                  | 2 – 1    | Mexiko                    |
| 23. září 1996, Kingstown           | Svatý Vincenc a Grenadiny | 1 – 2    | Jamajka                   |
| 13. října 1996, Kingstown          | Svatý Vincenc a Grenadiny | 1 – 4    | Honduras                  |
| 16. října 1996, Mexico City        | Mexiko                    | 2 – 1    | Jamajka                   |
| 27. října 1996, San Pedro Sula     | Honduras                  | 0 – 0    | Jamajka                   |
| 30. října 1996, Mexico City        | Mexiko                    | 5 – 1    | Svatý Vincenc a Grenadiny |
| 6. listopadu 1996, Mexico City     | Mexiko                    | 3 – 1    | Honduras                  |
| 10. listopadu 1996, Kingston       | Jamajka                   | 5 – 0    | Svatý Vincenc a Grenadiny |
| 17. listopadu 1996, Kingston       | Jamajka                   | 1 – 0    | Mexiko                    |
| 17. listopadu 1996, San Pedro Sula | Honduras                  | 11 – 3   | Svatý Vincenc a Grenadiny |

Týmy Jamajka a Mexiko postoupily do finálové fáze.

## Finálová fáze
| Poř | Tým       | Z  | V | R | P | VG | IG | +/- | B  |
| --- | --------- | -- | - | - | - | -- | -- | --- | -- |
| 1   | Mexiko    | 10 | 4 | 6 | 0 | 23 | 7  | 16  | 18 |
| 2   | USA       | 10 | 4 | 5 | 1 | 17 | 9  | 8   | 17 |
| 3   | Jamajka   | 10 | 3 | 5 | 2 | 7  | 12 | -5  | 14 |
| 4   | Kostarika | 10 | 3 | 3 | 4 | 13 | 12 | 1   | 12 |
| 5   | Salvador  | 10 | 2 | 4 | 4 | 11 | 16 | -5  | 10 |
| 6   | Kanada    | 10 | 1 | 3 | 6 | 5  | 20 | -15 | 6  |

| Datum                           | Domácí    | Výsledek | Hosté     |
| ------------------------------- | --------- | -------- | --------- |
| 2. března 1997, Mexico City     | Mexiko    | 4 – 0    | Kanada    |
| 2. března 1997, Kingston        | Jamajka   | 0 – 0    | USA       |
| 16. března 1997, Palo Alto      | USA       | 3 – 0    | Kanada    |
| 16. března 1997, San José       | Kostarika | 0 – 0    | Mexiko    |
| 23. března 1997, San José       | Kostarika | 3 – 2    | USA       |
| 6. dubna 1997, Vancouver        | Kanada    | 0 – 0    | Salvador  |
| 13. dubna 1997, Mexico City     | Mexiko    | 6 – 0    | Jamajka   |
| 20. dubna 1997, Foxborough      | USA       | 2 – 2    | Mexiko    |
| 27. dubna 1997, Vancouver       | Kanada    | 0 – 0    | Jamajka   |
| 4. května 1997, San Salvador    | Salvador  | 2 – 1    | Kostarika |
| 11. května 1997, San José       | Kostarika | 3 – 1    | Jamajka   |
| 18. května 1997, Kingston       | Jamajka   | 1 – 0    | Salvador  |
| 1. června 1997, Edmonton        | Kanada    | 1 – 0    | Kostarika |
| 8. června 1997, San Salvador    | Salvador  | 0 – 1    | Mexiko    |
| 29. června 1997, San Salvador   | Salvador  | 1 – 1    | USA       |
| 10. srpna 1997, San José        | Kostarika | 0 – 0    | Salvador  |
| 7. září 1997, Portland          | USA       | 1 – 0    | Kostarika |
| 7. září 1997, Kingston          | Jamajka   | 1 – 0    | Kanada    |
| 14. září 1997, Kingston         | Jamajka   | 1 – 0    | Kostarika |
| 14. září 1997, San Salvador     | Salvador  | 4 – 1    | Kanada    |
| 3. října 1997, Washington       | USA       | 1 – 1    | Jamajka   |
| 5. října 1997, Mexico City      | Mexiko    | 5 – 0    | Salvador  |
| 12. října 1997, Edmonton        | Kanada    | 2 – 2    | Mexiko    |
| 2. listopadu 1997, Mexico City  | Mexiko    | 0 – 0    | USA       |
| 9. listopadu 1997, Vancouver    | Kanada    | 0 – 3    | USA       |
| 9. listopadu 1997, San Salvador | Salvador  | 2 – 2    | Jamajka   |
| 9. listopadu 1997, Mexico City  | Mexiko    | 3 – 3    | Kostarika |
| 16. listopadu 1997, Kingston    | Jamajka   | 0 – 0    | Mexiko    |
| 16. listopadu 1997, San José    | Kostarika | 3 – 1    | Kanada    |
| 16. listopadu 1997, Foxborough  | USA       | 4 – 2    | Salvador  |

Týmy  Mexiko,  USA a  Jamajka postoupily na Mistrovství světa ve fotbale 1998.